# パトリック・ロバーツ
パトリック・ジョン・ジョセフ・ロバーツ（Patrick John Joseph Roberts, 1997年2月5日 - ）は、イングランド・キングストン・アポン・テムズ区出身のサッカー選手。ポジションはミッドフィールダー。

## 経歴
AFCウィンブルドンのユースチームでプレー。2010年、13歳のときフラムFCユースに移籍した。2014年2月、フラムとプロ契約を結んだ。3月22日、マンチェスター・シティFC戦でアレクサンデル・カチャニクリッチとの交代途中出場でプレミアリーグデビューを果たした。
2015年7月19日、マンチェスター・シティFCは「フットボールリーグ・チャンピオンシップ（2部）のフラムからイングランドU-19代表FWパトリック・ロバーツを獲得した」と公式発表した。詳しい条件は明かされていないものの、これまでの報道では移籍金1000～1100万ポンド（およそ19億～21億円）+ボーナス最大500万ポンド（およそ9億5000万円）であるとのこと。鋭いドリブルから「イングランドのメッシ」と呼ばれることもあり、昨季はフラムで17試合に出場。昨年のUEFA U-17選手権では優勝メンバーの一人となった。フラムとの契約は2016年夏までとなっており、ロバーツ自身もビッグクラブでのプレーを希望したことから、多くのクラブから興味を集めていた。
2016年1月29日、スコティッシュ・プレミアシップのセルティックFCに1年半の期限付き移籍をすることで合意したことが発表された。
2017年8月28日、セルティックFCに1年の期限付き移籍で再加入することが発表された。
2018年8月16日、ジローナFCに1年の期限付き移籍で加入することが発表された。
2019年5月30日、ノリッジ・シティFCに1年の期限付き移籍で加入することが発表された。
2020年1月2日、ミドルズブラFCに2019-20シーズン終了までの期限付き移籍で加入した。10月12日、さらにもう1シーズンローンで再加入した。
2021年2月1日、ミドルスブラとの契約を打ち切り2020-21シーズン終了までの期限付き移籍でダービー・カウンティFCに加入。
2021年8月31日、1シーズンローンでESトロワACに加入。
2022年1月21日、サンダーランドAFCに移籍した。

## 代表歴
イングランド代表として各年代でプレーした。

## 所属クラブ
- フラムFC　2013年-2015年
- マンチェスター・シティFC　2015年-2022年
  -  セルティックFC（期限付き移籍） 　2016年-2018年
  -  ジローナFC（期限付き移籍） 　2018年-2019年
  -  ノリッジ・シティFC（期限付き移籍） 　2019年-2020年
  -  ミドルズブラFC（期限付き移籍） 　2020年-2021年
  -  ダービー・カウンティFC（期限付き移籍） 　2021年
  -  ESトロワAC（期限付き移籍） 　2021年-2022年
- サンダーランドAFC　2022年-

## 個人成績
| クラブ                 | シーズン | リーグ                   | リーグ戦 | リーグ戦 | カップ戦 | カップ戦 | リーグ杯 | リーグ杯 | 国際大会 | 国際大会 | その他 | その他 | 合計 | 合計 |
| クラブ                 | シーズン | リーグ                   | 出場     | 得点     | 出場     | 得点     | 出場     | 得点     | 出場     | 得点     | 出場   | 得点   | 出場 | 得点 |
| ---------------------- | -------- | ------------------------ | -------- | -------- | -------- | -------- | -------- | -------- | -------- | -------- | ------ | ------ | ---- | ---- |
| フラム                 | 2013-14  | プレミアリーグ           | 2        | 0        | 0        | 0        | 0        | 0        | -        | -        | 0      | 0      | 2    | 0    |
| フラム                 | 2014-15  | チャンピオンシップ       | 17       | 0        | 2        | 0        | 1        | 0        | -        | -        | 0      | 0      | 20   | 0    |
| フラム                 | 通算     | 通算                     | 19       | 0        | 2        | 0        | 1        | 0        | -        | -        | 0      | 0      | 22   | 0    |
| マンチェスター・シティ | 2015-16  | プレミアリーグ           | 1        | 0        | 0        | 0        | 2        | 0        | 0        | 0        | 0      | 0      | 3    | 0    |
| マンチェスター・シティ | 通算     | 通算                     | 1        | 0        | 0        | 0        | 2        | 0        | 0        | 0        | 0      | 0      | 3    | 0    |
| セルティック           | 2015-16  | スコティッシュ・プレミア | 11       | 6        | 2        | 0        | -        | -        | -        | -        | 0      | 0      | 13   | 6    |
| セルティック           | 2016-17  | スコティッシュ・プレミア | 32       | 9        | 4        | 0        | 2        | 0        | 9        | 2        | 0      | 0      | 47   | 11   |
| セルティック           | 2017-18  | スコティッシュ・プレミア | 12       | 0        | 1        | 0        | 3        | 0        | 3        | 1        | 0      | 0      | 19   | 1    |
| セルティック           | 通算     | 通算                     | 55       | 15       | 7        | 0        | 5        | 0        | 12       | 3        | 0      | 0      | 79   | 18   |
| ジローナ               | 2018-19  | プリメーラ               | 19       | 0        | 2        | 0        | 0        | 0        | 0        | 0        | 0      | 0      | 21   | 0    |
| ジローナ               | 通算     | 通算                     | 19       | 0        | 2        | 0        | 0        | 0        | 0        | 0        | 0      | 0      | 21   | 0    |
| ノリッジ               | 2019-20  | プレミアリーグ           | 3        | 0        | 0        | 0        | 1        | 0        | -        | -        | 0      | 0      | 4    | 0    |
| ノリッジ               | 通算     | 通算                     | 3        | 0        | 0        | 0        | 1        | 0        | -        | -        | 0      | 0      | 4    | 0    |
| ミドルズブラ           | 2019-20  | チャンピオンシップ       | 10       | 1        | 1        | 0        | 0        | 0        | -        | -        | 0      | 0      | 11   | 1    |
| ミドルズブラ           | 2020-21  | チャンピオンシップ       | 9        | 0        | 1        | 0        | 0        | 0        | -        | -        | 0      | 0      | 10   | 0    |
| ミドルズブラ           | 通算     | 通算                     | 19       | 1        | 2        | 0        | 0        | 0        | -        | -        | 0      | 0      | 21   | 1    |
| ダービー               | 2020-21  | チャンピオンシップ       | 15       | 1        | 0        | 0        | 0        | 0        | -        | -        | 0      | 0      | 15   | 1    |
| ダービー               | 通算     | 通算                     | 15       | 1        | 0        | 0        | 0        | 0        | -        | -        | 0      | 0      | 15   | 1    |
| 総通算                 | 総通算   | 総通算                   | 131      | 17       | 13       | 0        | 9        | 0        | 12       | 3        | 0      | 0      | 165  | 20   |

## タイトル

### クラブ
セルティック
- スコティッシュリーグカップ : 2016-17, 2017-18
- スコティッシュ・プレミアシップ : 2015-16, 2016-17, 2017-18
- スコティッシュカップ : 2016-17, 2017-18

マンチェスター・シティ
- FAコミュニティ・シールド : 2018

### 代表
U-17イングランド代表
- UEFA U-17欧州選手権 : 2014

### 個人
- UEFA U-17欧州選手権トーナメント・ベストイレブン : 2014
- スコティッシュ・プレミアシップ月間MVP : 2016.4